# اشاعه
اشاعه (به انگلیسی: Dissemination) (از Lat. disseminare "دانه پراکندگی")، در حوزه ارتباطات، به معنای پخش‌همگانی یک پیام برای عموم است بدون دریافت بازخورد مستقیم از مخاطب است.

## معنی
اشاعه بر دیدگاه سنتی به ارتباطات که در آن، یک فرستنده و گیرنده داریم تکیه دارد. به بیان ساده دیدگاه ارتباطات سنتی، مانند ارتباط از طریق خط تلفن، ارتباطات این است که ارسال کننده اطلاعات را ارسال می‌کند، و گیرنده اطلاعات را گردآوری کرده پردازش کرده و دوباره پس می‌فرستند.
در طی فرایند اشاعه، فقط نیمی از این تئوری مدل ارتباطی اعمال می‌شود. اطلاعات ارسال و دریافت می‌شود، اما هیچ پاسخی داده نمی‌شود. حامل پیام، نه به یک فرد بلکه به بسیاری از افراد اطلاعات را در یک پخش همگانی ارسال می‌کند. نمونه ای از این انتقال اطلاعات در زمینه‌های تبلیغات، اعلامیه‌های عمومی و سخنرانی‌ها است. روش دیگر نگرش به اشاعه، در نظر گرفتن ریشه‌های لاتین، آن یعنی پراکندن دانه‌ها است. این دانه‌ها استعاره ای برای صدا یا کلمات هستند: برای پخش صدا، کلمات و افکار به مخاطب.
در یک زمینه علمی، اشاعه به عنوان قرار دادن نتایج پروژه‌ها در دسترس جامعه علمی، سیاست گذاران و صنعت با استفاده از زبان علمی و اولویت بندی دقت و صحت است -. از نظر محتوایی، اشاعه شامل نتایج پروژه تحقیق می‌شود، فقط در صورت محقق می‌شود که نتایج تحقیق در دسترس باشند و مخاطبان متخصص را هدف قرار می‌دهد تا امکان استفاده و بهره‌مندی از نتایج را فراهم کند.